# Сен-Кристоф (Крёз)
Сен-Кристо́ф (фр. Saint-Christophe) — коммуна во Франции, находится в регионе Лимузен. Департамент коммуны — Крёз. Входит в состав кантона Гере-Юго-Западный. Округ коммуны — Гере.
Код INSEE коммуны — 23186.

## Население
Население коммуны на 2010 год составляло 130 человек.
| 1962 | 1968 | 1975 | 1982 | 1990 | 1999 | 2010 |
| ---- | ---- | ---- | ---- | ---- | ---- | ---- |
| 173  | 145  | 117  | 118  | 133  | 132  | 130  |

## Экономика
В 2010 году среди 87 человек трудоспособного возраста (15—64 лет) 64 были экономически активными, 23 — неактивными (показатель активности — 73,6 %, в 1999 году было 87,7 %). Из 64 активных жителей работали 63 человека (32 мужчины и 31 женщина), безработной была 1 женщина. Среди 23 неактивных 6 человек были учениками или студентами, 16 — пенсионерами, 1 был неактивным по другим причинам.